# HDDScan
HDDScan — утилита для тестирования накопителей информации (HDD, RAID, Flash), разрабатываемая Артёмом Рубцовым. Программа предназначена для диагностики накопителей информации на наличие BAD-блоков, просмотра S.M.A.R.T-атрибутов накопителя, изменения специальных настроек (управление питанием, старт/стоп шпинделя, регулировка акустического режима).

## Поддерживаемые типы накопителей
- HDD с интерфейсом ATA/SATA
- HDD с интерфейсом SCSI
- HDD с интерфейсом USB
- HDD с интерфейсом FireWire или IEEE 1394
- RAID-массивы с ATA/SATA/SCSI интерфейсом
- Flash-накопители с интерфейсом USB
- SSD

## Тесты накопителей
- Тест в режиме линейной верификации
- Тест в режиме линейного чтения
- Тест в режиме линейной записи
- Тест в режиме чтения Butterfly (искусственный тест случайного чтения)

## S.M.A.R.T.
- Чтение и анализ S.M.A.R.T.-параметров с накопителей с интерфейсом ATA/SATA/USB/FireWire
- Чтение и анализ таблиц логов с дисков с интерфейсом SCSI.
- Запуск S.M.A.R.T.-тестов на накопителях с интерфейсом ATA/SATA/USB/FireWire
- Монитор температуры на накопителях с интерфейсом ATA/SATA/USB/FireWire/SCSI

## Дополнительные возможности
- Чтение и анализ идентификационной информации с накопителей с интерфейсом ATA/SATA/USB/FireWire/SCSI
- Изменение параметров AAM, APM на накопителях с интерфейсом ATA/SATA/USB/FireWire
- Просмотр информации о дефектах на накопителях с интерфейсом SCSI
- Старт/стоп шпинделя на накопителях с интерфейсом ATA/SATA/USB/FireWire/SCSI
- Сохранение отчётов в формате MHT
- Печать отчётов
- Поддержка «скинов»
- Поддержка командной строки

## Системные требования
- Intel-совместимый компьютер с процессором от 1,5 ГГц и памятью от 256 МБ.
- Операционная система Windows 2000 SP4, Windows XP SP2 или SP3 или Windows Server 2003 (возможности ограничены). Программа может работать на Windows Vista, но с некоторыми драйверами контроллеров возможны проблемы при работе. Программа не работает в Windows 7 до версии 3.3 (в Windows 7 нужно запускать с правами администратора. Работает всё, кроме тестов записи). В версии 3.3 программу можно использовать под Windows Vista и Windows 7.
- Программа не должна запускаться с накопителя, работающего в режиме «только для чтения».